# Élections législatives de 1988 dans les Hauts-de-Seine
Les élections législatives françaises de 1988 se déroulent les 5 et 12 juin 1988. Dans le département des Hauts-de-Seine, treize députés sont à élire dans le cadre de treize circonscriptions.
La droite, malgré la progression de la gauche en pourcentage des voix, parvient à gagner 3 sièges par rapport aux élections précédentes, tenues à la proportionnelle. La majorité présidentielle distance nettement le PCF au premier tour mais perd plusieurs circonscriptions de peu au second tour (notamment la 12e où l'écart est de moins de 
700 voix). Le retour du scrutin majoritaire écarte le Front national qui perd son député sortant (Jean-Pierre Stirbois qui se représentait dans les Bouches-du-Rhône) et ne qualifie aucun de ses candidats au second tour.

## Élus
| Circonscription | Député sortant        | Parti                 | Parti                 | Député élu ou réélu | Parti | Parti     |
| --------------- | --------------------- | --------------------- | --------------------- | ------------------- | ----- | --------- |
| 1re             | Scrutin proportionnel | Scrutin proportionnel | Scrutin proportionnel | Jacques Brunhes     |       | PCF       |
| 2e              | Scrutin proportionnel | Scrutin proportionnel | Scrutin proportionnel | Georges Tranchant   |       | RPR       |
| 3e              | Scrutin proportionnel | Scrutin proportionnel | Scrutin proportionnel | Jean-Yves Haby      |       | UDF (PR)  |
| 4e              | Scrutin proportionnel | Scrutin proportionnel | Scrutin proportionnel | Michel Sapin        |       | PS        |
| 5e              | Scrutin proportionnel | Scrutin proportionnel | Scrutin proportionnel | Patrick Balkany     |       | RPR       |
| 6e              | Scrutin proportionnel | Scrutin proportionnel | Scrutin proportionnel | Nicolas Sarkozy     |       | RPR       |
| 7e              | Scrutin proportionnel | Scrutin proportionnel | Scrutin proportionnel | Jacques Baumel      |       | RPR       |
| 8e              | Scrutin proportionnel | Scrutin proportionnel | Scrutin proportionnel | Claude Labbé        |       | RPR       |
| 9e              | Scrutin proportionnel | Scrutin proportionnel | Scrutin proportionnel | Georges Gorse       |       | RPR       |
| 10e             | Scrutin proportionnel | Scrutin proportionnel | Scrutin proportionnel | André Santini       |       | UDF (PSD) |
| 11e             | Scrutin proportionnel | Scrutin proportionnel | Scrutin proportionnel | Philippe Bassinet   |       | PS        |
| 12e             | Scrutin proportionnel | Scrutin proportionnel | Scrutin proportionnel | Jean-Pierre Foucher |       | UDF (CDS) |
| 13e             | Scrutin proportionnel | Scrutin proportionnel | Scrutin proportionnel | Patrick Devedjian   |       | RPR       |

## Positionnement des partis
L'UDF et le RPR se présentent unis sous l'étiquette « Union du Rassemblement et du Centre » tandis que les candidats du Parti socialiste se rangent sous la bannière de la « Majorité présidentielle pour la France unie », slogan de la campagne présidentielle de François Mitterrand.

## Résultats

### Résultats à l'échelle du département
| Parti                 | Parti                               | Premier tour | Premier tour | Second tour | Second tour | Sièges |
| Parti                 | Parti                               | Voix         | %            | Voix        | %           | Sièges |
| --------------------- | ----------------------------------- | ------------ | ------------ | ----------- | ----------- | ------ |
|                       | Rassemblement pour la République    | 169 485      | 32,51        | 112 799     | 28,10       | 7      |
|                       | Union pour la démocratie française  | 65 443       | 12,55        | 86 516      | 21,55       | 3      |
|                       | Divers droite                       | 1 942        | 0,37         |             |             | 0      |
|                       | Union du Rassemblement et du Centre | 236 870      | 45,44        | 199 315     | 49,65       | 10     |
|                       |                                     |              |              |             |             |        |
|                       | Parti socialiste                    | 154 722      | 29,68        | 182 638     | 45,50       | 2      |
|                       | Divers gauche (Maj. prés.)          | 914          | 0,18         |             |             | 0      |
|                       | La France Unie                      | 155 636      | 29,86        | 182 638     | 45,50       | 2      |
|                       |                                     |              |              |             |             |        |
|                       | Parti communiste français           | 67 321       | 12,91        | 19 458      | 4,85        | 1      |
|                       | Front national                      | 56 097       | 10,76        |             |             | 0      |
|                       | Extrême gauche dont LCR             | 4 699        | 0,90         | 0           |             |        |
|                       | Extrême droite dont POE             | 651          | 0,12         | 0           |             |        |
|                       |                                     |              |              |             |             |        |
| Inscrits              | Inscrits                            | 819 176      | 100,00       | 630 905     | 100,00      | 13     |
| Abstentions           | Abstentions                         | 291 323      | 35,56        | 212 896     | 33,74       |        |
| Votants               | Votants                             | 527 853      | 64,44        | 418 009     | 66,26       |        |
| Blancs et nuls        | Blancs et nuls                      | 6 579        | 1,25         | 16 598      | 3,97        |        |
| Exprimés              | Exprimés                            | 521 274      | 98,75        | 401 411     | 96,03       |        |
| Source : Data.gouv.fr |                                     |              |              |             |             |        |

### Résultats par circonscription

#### Première circonscription (Gennevilliers)
| Candidat       | Candidat             | Parti          | Premier tour | Premier tour | Second tour | Second tour |  |
| Candidat       | Candidat             | Parti          | Voix         | %            | Voix        | %           |  |
| -------------- | -------------------- | -------------- | ------------ | ------------ | ----------- | ----------- |  |
|                | Jacques Brunhes élu  | PCF            | 13 337       | 38,43        | 19 458      | 100,00      |  |
|                | Bernard Le Savouroux | PS             | 8 605        | 24,79        | Retrait     | Retrait     |  |
|                | Jean-Yves Le Gallou  | FN             | 6 388        | 18,40        |             |             |  |
|                | Nicole Goueta        | RPR (URC)      | 6 379        | 18,38        |             |             |  |
|                |                      |                |              |              |             |             |  |
| Inscrits       | Inscrits             | Inscrits       | 57 931       | 100,00       | 57 924      | 100,00      |  |
| Abstentions    | Abstentions          | Abstentions    | 22 688       | 39,16        | 30 933      | 53,4        |  |
| Votants        | Votants              | Votants        | 35 243       | 60,84        | 26 991      | 46,6        |  |
| Blancs et nuls | Blancs et nuls       | Blancs et nuls | 534          | 1,52         | 7 533       | 27,91       |  |
| Exprimés       | Exprimés             | Exprimés       | 34 709       | 98,48        | 19 458      | 72,09       |  |

#### Deuxième circonscription (Asnières-sur-Seine)
| Candidat       | Candidat                        | Parti          | Premier tour | Premier tour | Second tour | Second tour |  |
| Candidat       | Candidat                        | Parti          | Voix         | %            | Voix        | %           |  |
| -------------- | ------------------------------- | -------------- | ------------ | ------------ | ----------- | ----------- |  |
|                | Georges Tranchant sortant réélu | RPR (URC)      | 16 336       | 44,99        | 21 662      | 57,38       |  |
|                | Michel Laneret                  | PS             | 11 369       | 31,31        | 16 087      | 42,62       |  |
|                | Hubert Massol                   | FN             | 5 296        | 14,59        |             |             |  |
|                | Serge Le Guerneve               | PCF            | 3 306        | 9,11         |             |             |  |
|                |                                 |                |              |              |             |             |  |
| Inscrits       | Inscrits                        | Inscrits       | 58 511       | 100,00       | 58 508      | 100,00      |  |
| Abstentions    | Abstentions                     | Abstentions    | 21 761       | 37,19        | 19 923      | 34,05       |  |
| Votants        | Votants                         | Votants        | 36 750       | 62,81        | 38 585      | 65,95       |  |
| Blancs et nuls | Blancs et nuls                  | Blancs et nuls | 443          | 1,21         | 836         | 2,17        |  |
| Exprimés       | Exprimés                        | Exprimés       | 36 307       | 98,79        | 37 749      | 97,83       |  |

#### Troisième circonscription (Courbevoie)
| Candidat       | Candidat           | Parti          | Premier tour | Premier tour | Second tour | Second tour |  |
| Candidat       | Candidat           | Parti          | Voix         | %            | Voix        | %           |  |
| -------------- | ------------------ | -------------- | ------------ | ------------ | ----------- | ----------- |  |
|                | Jean-Yves Haby élu | UDF (PR) (URC) | 18 774       | 46,15        | 25 371      | 60,33       |  |
|                | Gilles Pronnier    | PS             | 12 619       | 31,02        | 16 686      | 39,67       |  |
|                | Christian Perez    | FN             | 5 319        | 13,08        |             |             |  |
|                | Gabriel Massou     | PCF            | 2 457        | 6,04         |             |             |  |
|                | Pierre Servaux     | Divers droite  | 1 508        | 3,71         |             |             |  |
|                |                    |                |              |              |             |             |  |
| Inscrits       | Inscrits           | Inscrits       | 63 866       | 100,00       | 63 866      | 100,00      |  |
| Abstentions    | Abstentions        | Abstentions    | 22 609       | 35,4         | 20 869      | 32,68       |  |
| Votants        | Votants            | Votants        | 41 257       | 64,6         | 42 997      | 67,32       |  |
| Blancs et nuls | Blancs et nuls     | Blancs et nuls | 580          | 1,41         | 940         | 2,19        |  |
| Exprimés       | Exprimés           | Exprimés       | 40 677       | 98,59        | 42 057      | 97,81       |  |

#### Quatrième circonscription (Nanterre)
| Candidat       | Candidat                   | Parti                 | Premier tour | Premier tour | Second tour | Second tour |  |
| Candidat       | Candidat                   | Parti                 | Voix         | %            | Voix        | %           |  |
| -------------- | -------------------------- | --------------------- | ------------ | ------------ | ----------- | ----------- |  |
|                | Christian Dupuy            | RPR (URC)             | 12 411       | 32,84        | 17 328      | 45,02       |  |
|                | Michel Sapin sortant réélu | PS                    | 10 432       | 27,61        | 21 160      | 54,98       |  |
|                | Jacqueline Fraysse         | PCF                   | 10 074       | 26,66        | Retrait     | Retrait     |  |
|                | Jean-Claude Rolinat        | FN                    | 4 250        | 11,25        |             |             |  |
|                | Sylvie Salomon             | Extrême gauche (PNPG) | 620          | 1,64         |             |             |  |
|                |                            |                       |              |              |             |             |  |
| Inscrits       | Inscrits                   | Inscrits              | 61 141       | 100,00       | 61 141      | 100,00      |  |
| Abstentions    | Abstentions                | Abstentions           | 22 880       | 37,42        | 21 428      | 35,05       |  |
| Votants        | Votants                    | Votants               | 38 261       | 62,58        | 39 713      | 64,95       |  |
| Blancs et nuls | Blancs et nuls             | Blancs et nuls        | 474          | 1,24         | 1 225       | 3,08        |  |
| Exprimés       | Exprimés                   | Exprimés              | 37 787       | 98,76        | 38 488      | 96,92       |  |

#### Cinquième circonscription (Levallois-Perret)
| Candidat       | Candidat            | Parti                      | Premier tour | Premier tour | Second tour | Second tour |  |
| Candidat       | Candidat            | Parti                      | Voix         | %            | Voix        | %           |  |
| -------------- | ------------------- | -------------------------- | ------------ | ------------ | ----------- | ----------- |  |
|                | Patrick Balkany élu | RPR (URC)                  | 13 270       | 39,97        | 17 968      | 50,47       |  |
|                | Gilles Catoire      | PS                         | 11 143       | 33,56        | 17 630      | 49,53       |  |
|                | Guy Schmaus         | PCF                        | 4 041        | 12,17        |             |             |  |
|                | Roger Vivant        | FN                         | 3 703        | 11,15        |             |             |  |
|                | Laurent Conversy    | Divers gauche (Maj. prés.) | 913          | 2,75         |             |             |  |
|                | Marc Fumey          | Extrême droite (POE)       | 134          | 0,40         |             |             |  |
|                |                     |                            |              |              |             |             |  |
| Inscrits       | Inscrits            | Inscrits                   | 52 179       | 100,00       | 52 180      | 100,00      |  |
| Abstentions    | Abstentions         | Abstentions                | 18 572       | 35,59        | 15 682      | 30,05       |  |
| Votants        | Votants             | Votants                    | 33 607       | 64,41        | 36 498      | 69,95       |  |
| Blancs et nuls | Blancs et nuls      | Blancs et nuls             | 403          | 1,2          | 900         | 2,47        |  |
| Exprimés       | Exprimés            | Exprimés                   | 33 204       | 98,8         | 35 598      | 97,53       |  |

#### Sixième circonscription (Neuilly-sur-Seine)
|                | Nicolas Sarkozy élu | RPR (URC)      | 26 522 | 67,40  |  |  |  |
|                | Lucienne Buton (d)  | PS             | 7 349  | 18,67  |  |  |  |
|                | Jacques d'Argence   | FN             | 4 175  | 10,61  |  |  |  |
|                | Serge Vidal         | PCF            | 1 149  | 2,92   |  |  |  |
|                | Jacques Riche       | Extrême droite | 158    | 0,40   |  |  |  |
|                |                     |                |        |        |  |  |  |
| Inscrits       | Inscrits            | Inscrits       | 59 731 | 100,00 |  |  |  |
| Abstentions    | Abstentions         | Abstentions    | 19 755 | 33,07  |  |  |  |
| Votants        | Votants             | Votants        | 39 976 | 66,93  |  |  |  |
| Blancs et nuls | Blancs et nuls      | Blancs et nuls | 623    | 1,56   |  |  |  |
| Exprimés       | Exprimés            | Exprimés       | 39 353 | 98,44  |  |  |  |

#### Septième circonscription (Rueil-Malmaison)
|                | Jacques Baumel élu    | RPR (URC)      | 27 974 | 59,38  |  |  |  |
|                | Annie Lachter         | PS             | 12 858 | 27,29  |  |  |  |
|                | Nicole Maréchal       | FN             | 3 870  | 8,22   |  |  |  |
|                | Jean-Raymond Pacouret | PCF            | 2 195  | 4,66   |  |  |  |
|                | Jean Campan           | POE            | 211    | 0,45   |  |  |  |
|                |                       |                |        |        |  |  |  |
| Inscrits       | Inscrits              | Inscrits       | 72 204 | 100,00 |  |  |  |
| Abstentions    | Abstentions           | Abstentions    | 24 484 | 33,91  |  |  |  |
| Votants        | Votants               | Votants        | 47 720 | 66,09  |  |  |  |
| Blancs et nuls | Blancs et nuls        | Blancs et nuls | 612    | 1,28   |  |  |  |
| Exprimés       | Exprimés              | Exprimés       | 47 108 | 98,72  |  |  |  |

#### Huitième circonscription (Meudon)
| Candidat       | Candidat                   | Parti             | Premier tour | Premier tour | Second tour | Second tour |  |
| Candidat       | Candidat                   | Parti             | Voix         | %            | Voix        | %           |  |
| -------------- | -------------------------- | ----------------- | ------------ | ------------ | ----------- | ----------- |  |
|                | Claude Labbé sortant réélu | RPR (URC)         | 20 655       | 47,73        | 25 783      | 57,54       |  |
|                | Régine Saint-Criq          | PS                | 13 244       | 30,6         | 19 024      | 42,46       |  |
|                | Sophie Brissaud            | FN                | 4 090        | 9,45         |             |             |  |
|                | Eddy-Laurent Amsallem      | Divers écologiste | 2 741        | 6,33         |             |             |  |
|                | Roger Vuillemenot          | PCF               | 2 401        | 5,55         |             |             |  |
|                | Jacqueline Guérin          | POE               | 148          | 0,34         |             |             |  |
|                |                            |                   |              |              |             |             |  |
| Inscrits       | Inscrits                   | Inscrits          | 66 370       | 100,00       | 66 366      | 100,00      |  |
| Abstentions    | Abstentions                | Abstentions       | 22 563       | 34           | 20 429      | 30,78       |  |
| Votants        | Votants                    | Votants           | 43 807       | 66           | 45 937      | 69,22       |  |
| Blancs et nuls | Blancs et nuls             | Blancs et nuls    | 528          | 1,21         | 1 130       | 2,46        |  |
| Exprimés       | Exprimés                   | Exprimés          | 43 279       | 98,79        | 44 807      | 97,54       |  |

#### Neuvième circonscription (Boulogne-Billancourt)
|                | Georges Gorse élu | RPR (URC)                  | 21 419 | 60,55  |  |  |  |
|                | Annie Lachter     | PS                         | 9 148  | 25,86  |  |  |  |
|                | Hubert de Rouge   | FN                         | 3 104  | 8,77   |  |  |  |
|                | Robert Créange    | PCF                        | 1 703  | 4,81   |  |  |  |
|                | Michel Minet      | Divers gauche (Maj. prés.) | 1      | 0      |  |  |  |
|                |                   |                            |        |        |  |  |  |
| Inscrits       | Inscrits          | Inscrits                   | 56 286 | 100,00 |  |  |  |
| Abstentions    | Abstentions       | Abstentions                | 20 593 | 36,59  |  |  |  |
| Votants        | Votants           | Votants                    | 35 693 | 63,41  |  |  |  |
| Blancs et nuls | Blancs et nuls    | Blancs et nuls             | 318    | 0,89   |  |  |  |
| Exprimés       | Exprimés          | Exprimés                   | 35 375 | 99,11  |  |  |  |

#### Dixième circonscription (Issy-les-Moulineaux)
| Candidat       | Candidat               | Parti           | Premier tour | Premier tour | Second tour | Second tour |  |
| Candidat       | Candidat               | Parti           | Voix         | %            | Voix        | %           |  |
| -------------- | ---------------------- | --------------- | ------------ | ------------ | ----------- | ----------- |  |
|                | André Santini élu      | UDF (PSD) (URC) | 15 063       | 44,95        | 18 607      | 52,3        |  |
|                | Michel Margnes sortant | PS              | 12 070       | 36,02        | 16 970      | 47,7        |  |
|                | Nicole Dorlin          | FN              | 3 215        | 9,59         |             |             |  |
|                | Claude Jaguelin        | PCF             | 3 161        | 9,43         |             |             |  |
|                |                        |                 |              |              |             |             |  |
| Inscrits       | Inscrits               | Inscrits        | 51 533       | 100,00       | 51 522      | 100,00      |  |
| Abstentions    | Abstentions            | Abstentions     | 17 563       | 34,08        | 15 225      | 29,55       |  |
| Votants        | Votants                | Votants         | 33 970       | 65,92        | 36 297      | 70,45       |  |
| Blancs et nuls | Blancs et nuls         | Blancs et nuls  | 461          | 1,36         | 720         | 1,98        |  |
| Exprimés       | Exprimés               | Exprimés        | 33 509       | 98,64        | 35 577      | 98,02       |  |

#### Onzième circonscription (Montrouge)
| Candidat       | Candidat                        | Parti          | Premier tour | Premier tour | Second tour | Second tour |  |
| Candidat       | Candidat                        | Parti          | Voix         | %            | Voix        | %           |  |
| -------------- | ------------------------------- | -------------- | ------------ | ------------ | ----------- | ----------- |  |
|                | Philippe Bassinet sortant réélu | PS             | 12 138       | 30,86        | 23 436      | 58,54       |  |
|                | Gérard Trouvé                   | UDF (PR) (URC) | 11 668       | 29,66        | 16 597      | 41,46       |  |
|                | Guy Ducoloné sortant            | PCF            | 10 501       | 26,69        | Retrait     | Retrait     |  |
|                | Olivier Pichon                  | FN             | 3 946        | 10,03        |             |             |  |
|                | Jean Lafferriere                | LCR            | 651          | 1,65         |             |             |  |
|                | Michel Clerget                  | Divers droite  | 434          | 1,1          |             |             |  |
|                | Jean-Marie Autran               | Extrême droite | 0            | 0            |             |             |  |
|                |                                 |                |              |              |             |             |  |
| Inscrits       | Inscrits                        | Inscrits       | 66 212       | 100,00       | 66 212      | 100,00      |  |
| Abstentions    | Abstentions                     | Abstentions    | 26 421       | 39,9         | 24 883      | 37,58       |  |
| Votants        | Votants                         | Votants        | 39 791       | 60,1         | 41 329      | 62,42       |  |
| Blancs et nuls | Blancs et nuls                  | Blancs et nuls | 453          | 1,14         | 1 296       | 3,14        |  |
| Exprimés       | Exprimés                        | Exprimés       | 39 338       | 98,86        | 40 033      | 96,86       |  |

#### Douzième circonscription (Clamart)
| Candidat       | Candidat                 | Parti           | Premier tour | Premier tour | Second tour | Second tour |  |
| Candidat       | Candidat                 | Parti           | Voix         | %            | Voix        | %           |  |
| -------------- | ------------------------ | --------------- | ------------ | ------------ | ----------- | ----------- |  |
|                | Jean-Pierre Foucher élu  | UDF (CDS) (URC) | 74 504       | 44,99        | 25 941      | 50,65       |  |
|                | Georges Le Baill sortant | PS              | 16 320       | 34,02        | 25 277      | 49,35       |  |
|                | Robert Gelly             | PCF             | 6 543        | 13,64        |             |             |  |
|                | Guilbert Hainaut         | FN              | 4 486        | 9,35         |             |             |  |
|                | Maya Surduts             | Extrême gauche  | 687          | 1,43         |             |             |  |
|                | Victor Alaux             | CNIP            | 0            | 0            |             |             |  |
|                | André Gaveau             | POE             | 0            | 0            |             |             |  |
|                |                          |                 |              |              |             |             |  |
| Inscrits       | Inscrits                 | Inscrits        | 74 504       | 100,00       | 74 482      | 100,00      |  |
| Abstentions    | Abstentions              | Abstentions     | 26 037       | 34,95        | 22 280      | 29,91       |  |
| Votants        | Votants                  | Votants         | 48 467       | 65,05        | 52 202      | 70,09       |  |
| Blancs et nuls | Blancs et nuls           | Blancs et nuls  | 493          | 1,02         | 984         | 1,88        |  |
| Exprimés       | Exprimés                 | Exprimés        | 47 974       | 98,98        | 51 218      | 98,12       |  |

#### Treizième circonscription (Antony)
| Candidat       | Candidat                        | Parti          | Premier tour | Premier tour | Second tour | Second tour |  |
| Candidat       | Candidat                        | Parti          | Voix         | %            | Voix        | %           |  |
| -------------- | ------------------------------- | -------------- | ------------ | ------------ | ----------- | ----------- |  |
|                | Patrick Devedjian sortant réélu | RPR (URC)      | 24 519       | 46,57        | 30 058      | 53,27       |  |
|                | Jean-François Merle             | PS             | 17 427       | 33,10        | 26 368      | 46,73       |  |
|                | André Aubry                     | PCF            | 6 453        | 12,26        |             |             |  |
|                | Anne-Laure Le Gallou            | FN             | 4 255        | 8,08         |             |             |  |
|                |                                 |                |              |              |             |             |  |
| Inscrits       | Inscrits                        | Inscrits       | 78 708       | 100,00       | 78 704      | 100,00      |  |
| Abstentions    | Abstentions                     | Abstentions    | 25 397       | 32,27        | 21 244      | 26,99       |  |
| Votants        | Votants                         | Votants        | 53 311       | 67,73        | 57 460      | 73,01       |  |
| Blancs et nuls | Blancs et nuls                  | Blancs et nuls | 657          | 1,23         | 1 034       | 1,8         |  |
| Exprimés       | Exprimés                        | Exprimés       | 52 654       | 98,77        | 56 426      | 98,2        |  |